# Xysticus keyserlingi
Xysticus keyserlingi là một loài nhện trong họ Thomisidae.
Loài này thuộc chi Xysticus. Xysticus keyserlingi được Elizabeth Bangs Bryant miêu tả năm 1930.